# Спасённые звонком
«Спасённые звонком» (англ. Saved by the Bell) — американский подростковый ситком, транслировавшийся на телеканале NBC с 20 августа 1989 по 22 мая 1993 года. Шоу являлось спин-оффом сериала Disney Channel «Доброе утро, мисс Блисс» и рассказывало о жизнях группы школьных друзей и их директора. Преимущественно комедийный сериал, он также затрагивал такие социальные проблемы, как использование психоактивных веществ, вождение в состоянии алкогольного опьянения, бездомность, повторный брак, права женщин и экологические проблемы. Главные роли в шоу исполняли Марк-Пол Госселаар, Марио Лопес, Дастин Даймонд, Тиффани-Эмбер Тиссен, Элизабет Беркли, Ларк Вурхис, Эд Алонзо и Деннис Хаскинс.
Шоу породило два спин-оффа, «Спасённые звонком: Годы колледжа» (1993—1994) и «Спасённые звонком: Новый класс» (1993—2000), а также два телефильма, «Спасённые звонком: Гавайский стиль» (1992) и «Спасённые звонком: Свадьба в Лас-Вегасе» (1994).
В сентябре 2019 года было объявлено, что в разработке находится возрождение сериала, премьера которого состоится на стриминговом сервисе Peacock, а к своим ролям вернутся Элизабет Беркли и Марио Лопес. В январе 2020 года было объявлено, что главную роль в возрождённом шоу исполнит Джози Тота.

## Актёрский состав
- Марк-Пол Госселаар — Зак Моррис
- Марио Лопес — Альберт Клиффорд «Эй Си» Слейтер
- Дастин Даймонд — Сэмюэл «Скрич» Пауэрс
- Тиффани-Эмбер Тиссен — Келли Каповски
- Элизабет Беркли — Джессика Мертл «Джесси» Спано
- Ларк Вурхис — Лиза Мари Тартл
- Эд Алонзо — Макс
- Деннис Хаскинс — мистер Ричард Белдинг
- Линна Крил — Тори Скотт (4 сезон)

## Обзор сезонов
| Сезон / Телесериал | Сезон / Телесериал        | Эпизоды        | Дата показа      | Дата показа     | Сеть |
| Сезон / Телесериал | Сезон / Телесериал        | Эпизоды        | Премьера сезона  | Финал сезона    | Сеть |
| ------------------ | ------------------------- | -------------- | ---------------- | --------------- | ---- |
|                    | «Доброе утро, мисс Блисс» | Пилот          | 11 июля 1987     | 11 июля 1987    | NBC  |
| 13                 | «Доброе утро, мисс Блисс» | 30 ноября 1988 | 18 марта 1989    | Disney Channel  |      |
|                    | 1 сезон                   | 16             | 20 августа 1989  | 16 декабря 1989 | NBC  |
|                    | 2 сезон                   | 18             | 8 сентября 1990  | 23 декабря 1990 | NBC  |
|                    | 3 сезон                   | 26             | 14 сентября 1991 | 21 декабря 1991 | NBC  |
|                    | 4 сезон                   | 26             | 12 сентября 1992 | 22 мая 1993     | NBC  |
|                    | «Гавайский стиль»         | 4              | 27 ноября 1992   | 27 ноября 1992  | NBC  |
|                    | «Годы колледжа»           | 19             | 22 мая 1993      | 8 февраля 1994  | NBC  |
|                    | «Свадьба в Лас-Вегасе»    | 4              | 7 октября 1994   | 7 октября 1994  | NBC  |